# Вайрас
«Ва́йрас» (лит. «Vairas», «Руль») — политический, культурный и литературный иллюстрированный журнал на литовском языке.

## История
Выходил в 1914—1915 годах в Вильне, в 1923—1924 и 1929—1940 годах в Каунасе. Сначала выходил один раз в месяц (1914), затем еженедельно и меньшего объёма (1915, 1923—1924), позднее ежемесячно (1930—1937), дважды в месяц (1938), еженедельно (1939) и вновь один раз в месяц (1940). Издателями были Мартинас Ичас, Антанас Сметона, общества „Rašto“, „Pažangos“.
Публиковал статьи по философии, науке, культуре, теории литературы, произведения литовских и зарубежных писателей. С 1923 года в тематике журнала преобладали политика, экономика, социальные вопросы.
В 1931—1933 годах выходило ежемесячное приложение „Švietimo ministerijos žinios“ под редакцией Людаса Гиры.

## Редакторы и сотрудники
Редактировал журнал до 1924 года Антанас Сметона. В 1929—1938 годах редакторами были Изидорюс Тамошайтис и Стасис Ляскайтис-Ивошишкис, в 1939 году — Изидорюс Тамошайтис, Бронюс Дирмейкис, Владас Науседас, в 1940 году — Домас Цясявичюс, Стасис Ляскайтис-Ивошишкис.
В журнале сотрудничали Витаутас Аланатас, Юозас Бальчиконис, Йонас Балис, языковед Казимерас Буга, поэт Пятрас Вайчюнас, филолог-классик и политик Аугустинас Вольдемарас, Паулюс Галауне, Людас Гира, Валентинас Густайнис, София Кимантайте-Чюрлёнене, поэт Фаустас Кирша, писатель и филолог Винцас Креве, писатель Антанас Крикщюкайтис (Айшбе), Лаздину Пеледа, писатель и публицист Пранас Машётас, Ричардас Миронас, публицист и писатель Бронис Райла, писатель Балис Сруога, писатель и критик Юозас Тумас-Вайжгантас, языковед Йонас Яблонскис и другие выдающиеся писатели, учёные, общественные и политические деятели.